# Sphaerosporoceros
Sphaerosporoceros é um género de plantas não vasculares pertencente à família Anthocerotaceae da divisão Anthocerotophyta. O género inclui apenas duas espécies, originalmente publicadas como integradas no género Anthoceros, mas entretanto segregadas para o novo género.

## Espécies
O género Sphaerosporoceros inclui as seguintes espécies:
- Sphaerosporoceros adscendens (Lehm. & Lindenb.) Hässel de Menéndez
- Sphaerosporoceros granulatus (Gottsche) Hässel de Menéndez Renzaglia